# Harry Hansen
Harry Hansen (født 4. maj 1936 i Billund) er en dansk løjtnant og tidligere kommunalpolitiker, der var borgmester i Ølgod Kommune 1986-1997, valgt for en lokalliste.
Harry Hansen blev efter skolen udlært løjtnant i militæret og blev senere ansat ved Grindstedværket mens hans drev sin egen gård i Kærbæk.
Han sad i alt 20 år i Ølgod Kommunalbestyrelse for Venstre og var fra 1986 til 1997 borgmester. Derefter sad han i to valgperioder i Ribe Amtsråd. I 2023 udgav han sine erindringer.